# 글쓰기 훈련소
《글쓰기 훈련소》는 작문과 관련된 노하우(Know-how)를 담고 있는 대한민국 서적이다. 2009년 11월 23일 경향미디어에서 발행하였다.

## 저자
저자 임정섭은 과거 경향신문, 서울신문에서 기자로 활동하였다. 그는 2004년 방송 전문 인터넷매체 TV리포트, 2005년 책 뉴스 사이트 북데일리를 설립하였다. 그의 다른 저서로는 《프로는 한 장짜리 기획서도 다르다》가 있다.

## 소개
해당 책은 글쓰기와 관련된 작가 개인의 다양한 노하우를 담고 있다. 특히 작가 자신이 개발한 '포인트 라이딩'(영어: Point Writing)이라는 글쓰기 방법에 대해 전반적으로 다루고 있다.

## 포인트 라이팅
포인트 라이팅(영어: Point Writing)은 책의 저자 임정섭이 개발한 글쓰기 방법이다. 해당 책에는 글을 쓰기 전에 주제를 먼저 생각하기 보다는 어떤 내용을 독자에게 전할 것인지 포인트를 잡는게 중요하다고 제시되어 있다.